# ミゲル・アンヘル・カステリーニ

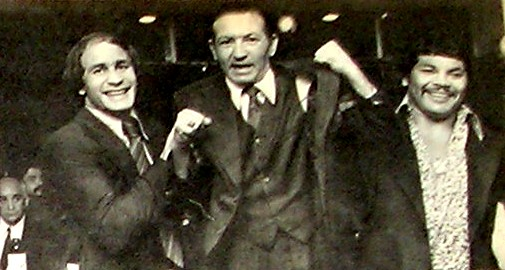
左がミゲル・アンヘル・カステリーニ。パスカル・ペレス（中央）、ビクトル・ガリンデス（右）と。1976年12月10日

ミゲル・アンヘル・カステリーニ（Miguel Ángel Castellini、1947年1月26日 - 2020年10月28日）は、アルゼンチン出身の元プロボクサー。元WBA世界ジュニアミドル級（現スーパーウェルター級）王者。

## 来歴
ラ・パンパ州サンタローサ生まれの技巧派ボクサー。1976年10月9日、ホセ・デュランからダウンを奪っての15回判定勝ちでWBA世界ジュニアミドル級タイトルを奪取。しかし、1977年3月の初防衛戦でエディ・ガソにまさかの敗北を喫し、短命王者に終わった。戦績は73勝8敗12引き分け、51KO。
2020年、新型コロナウイルス感染症（COVID-19）に感染し、ブエノスアイレス市内パレルモの病院に入院していたが、10月28日に死去。73歳没。

## 戦績
95戦75勝（50KO）8敗12引分